# جاد بوكيجا
جاد بوكيجا (بالإنجليزية: Chad Bugeja)‏ (28 أبريل 1981 ببروكن هيل في أستراليا - ) هو لاعب كرة قدم أسترالي في مركز الهجوم. لعب مع أدلايد بلو إيغيلز ونادي أديلايد سيتي لكرة القدم ونادي أديلايد يونايتد ووايت سيتي وودفيل.